# 甲府市立甲府商科専門学校
甲府市立甲府商科専門学校（こうふしりつ こうふしょうかせんもんがっこう）とは、山梨県甲府市にある専修学校である。

## 概要
全国的に数少ない公立の商業実務系専門学校で、地元では「商専」（しょうせん）または「商科」（しょうか）と略称される。「国際化・情報化社会に対応するため、より高い専門性とより豊かな人間性を身につけた、地場企業に貢献できる人材の育成」を目的として1991年（平成3年）に開校した。
国家資格の基本情報技術者試験（FE）の午前科目免除制度の認定校となっている。

## 沿革
- 1991年 - 専修学校の認可を受け開校
- 1995年 - 卒業生に商業実務「専門士」の称号付与が始まる
- 2006年 - 放送大学、山梨英和大学との学校間連携締結
- 2009年 - 国際経済科を「会計情報科」に、経営情報科を「情報処理科」に改称。山梨学院大学、甲府商業高等学校と学校間連携締結
- 2011年 - 埼玉工業大学と学校間連携締結

## 学科
- 会計情報科（2年制）
- 情報処理科（2年制）

## 所在地
- 〒400-0054 山梨県甲府市西下条町1020番地

## アクセス
- 「上今井町西」停留所 徒歩21分、「落合」停留所 徒歩17分